# Robot–Office du Meuble Hannut

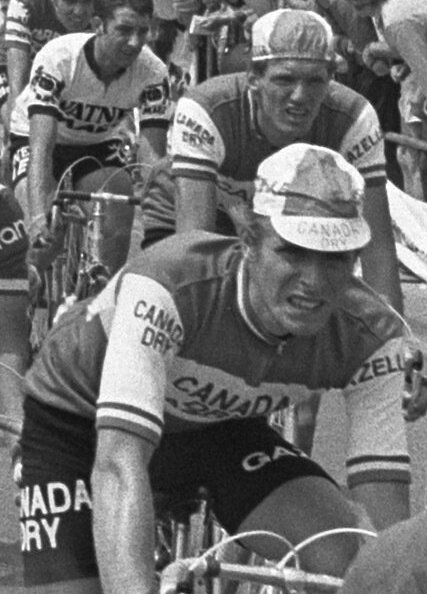
Zwei Fahrer bei der Tour de France 1973

Robot–Office du Meuble Hannut, Robot–Gazelle oder Canada Dry–Gazelle war ein professionelles Radsportteam, das von 1973 bis 1974 bestand.

## Geschichte
Das Team wurde 1993 unter der Leitung von Willy van der Eecken gegründet. Im ersten Jahr wurden keine Siege erreicht, jedoch Platz 3 beim Grote Prijs Jef Scherens, Platz bei der Setmana Catalana de Ciclisme sowie Platz 6 bei der Druivenkoers. 1974 konnte Platz 5 bei der Tour du Condroz, siebte Plätze beim Amstel Gold Race, beim Druivenkoers und beim Grand Prix Pino Cerami erzielt werden. Im ersten Quartal gab es Schwierigkeiten mit den Sponsoren und das Team teilte sich in zwei Gruppen. Ab April 1974 wurde das Team unter Robot–Office du Meuble Hannut bis zum Ende der Saison weitergeführt sowie ein zweites Team namens Tim Oil-Novy ins Leben gerufen. Beide Teams wurden am Ende der Saison 1974 aufgelöst.
1973 waren ein kanadischer Softdrink-Hersteller, welcher Stand 2024 zum Konzern Dr Pepper Snapple Group gehört, Hauptsponsor mit seiner Getränkemarke Canada Dry und als Co-Sponsor der niederländische Radhersteller Gazelle.

## Erfolge
1974
- Fleche Campinoise

## Bekannte ehemalige Fahrer
- Harry van Leeuwen (1973)
- Ben Koken (1973–04.1974)
- Jan Krekels (1973–04.1974)
- Ben Janbroers (1973–1974)